# Göran Breisner
Lars Göran Breisner (Malmö, 1 de julio de 1954) es un jinete sueco que compitió en la modalidad de concurso completo.
Ganó una medalla de oro en el Campeonato Europeo de Concurso Completo de 1983, en la prueba por equipos. Participó en los Juegos Olímpicos de Los Ángeles 1984, ocupando el octavo lugar en la misma prueba.

## Palmarés internacional
| Campeonato Europeo | Campeonato Europeo | Campeonato Europeo | Campeonato Europeo |
| Año                | Lugar              | Medalla            | Categoría          |
| ------------------ | ------------------ | ------------------ | ------------------ |
| 1983               | Frauenfeld (Suiza) | Medalla de oro     | Por equipos        |